# Pravi pelin
Pelin (gorski pelin, pravi pelin, akšenac, gorčika; (lat.) Artemisia absinthium) je biljka trajnica iz roda pelina i porodice glavočika ((lat.) Asteraceae)

## Opis
Pelin raste u visinu od 50 do 100 cm. Stabljika je uspravna, razgranata i prekrivena gustim, srebrnastosivim dlačicama. Cijela biljka je sivkaste boje, a listovi su trostruko perasti. Cvat pelina je polukuglast i sitan, a razvija se na vrhu bogato razgranate stabljike. Cvate od srpnja do rujna. Cijela biljka ima jak i karakterističan miris. Biljka sadrži eterično ulje, gorke tvari, flavonoide, tanine i koristi se u ljekovite svrhe.

## Stanište
Pelin je vrlo raširena biljka. Raste na kamenitim i sunčanim staništima, pustom i neobrađenom tlu, na šljunčanim riječnim obalama, na stijenama, uglavnom na suhim staništima, a posebice na vapnenačkom tlu. Može se uzgajati u vrtu, a ne zahtijeva nikakvu posebnu njegu. Razmnožavanje pelina može se postići sjemenom ili dijeljenjem i presađivanjem starijih grmova.

## Ljekovita svojstva
Pelin pojačava izlučivanje sline i želučanog soka, pomaže kod želučanih tegoba praćenih nadutošću, potiče djelovanje žuči. Trudnice i dojilje ga ne smiju konzumirati. Najpoznatiji proizvod od pelina je gorki liker pelinkovac.